# Митрофанівка (Кантемирівський район)
Митрофанівка (рос. Митрофановка) — село у Кантемирівському районі Воронезької області Російської Федерації.
Населення становить 5395 осіб (2010). Входить до складу муніципального утворення Митрофановське сільське поселення.

## Історія
Населений пункт розташований у межах суцільної української етнічної території, частини Східної Слобожанщини. До Перших визвольних змагань належав до Воронезької губернії.
Від 1928 року належить до Кантемирівського району, спочатку в складі Центрально-Чорноземної області, а від 1934 року — Воронезької області. У 1954-1957 роках був у складі Кам'янської області.
Згідно із законом від 15 жовтня 2004 року входить до складу муніципального утворення Митрофановське сільське поселення.

## Населення
| 1959 | 1979  | 2002  | 2010  |
| ---- | ----- | ----- | ----- |
| 3744 | ↗6262 | ↘5722 | ↘5395 |